# Agía Varvara
Agía Varvara (griego Άγια Βαρβάρα, Santa Bárbara) es una ciudad de Grecia, en la periferia de Ática y la unidad periférica de Atenas Occidental. Según el censo de 2011, tiene una población de 26 550 habitantes.
Está situada a unos 9 kilómetros del centro de la ciudad de Atenas y tiene una estación de metro que la conecta con la capital.
La superficie total del municipio es de 2,23 km², de las cuales 1,90 km² están ocupadas por la ciudad. El resto corresponde al pinar del monte Egaleo y demás áreas.